# Стильные штучки
«Сти́льные шту́чки» (англ. Bottoms Up) — романтическая комедия 2006 года режиссёра Эрика Макартура с Джейсоном Мьюзом и Пэрис Хилтон в главных ролях. Фильм вышел 12 сентября 2006 года в формате Direct-to-video.

## Сюжет
Оуэн — самый крутой бармен на Среднем западе. Он решает принять участие в конкурсе барменов в Лос-Анджелесе, в надежде выиграть денежный приз, чтобы спасти свой ресторан. Проиграв, он обращается к своему эксцентричному дяде, чтобы тот помог устроить его в местную газету. Оуэн пытается заполучить эксклюзивный материал о молодой звезде, актёре Хэйдене Филде. Попав в скандальную жизнь Голливуда, он влюбляется в его девушку, светскую львицу Лизу Манчини.

## В ролях
| Актёр              | Роль                         |
| ------------------ | ---------------------------- |
| Джейсон Мьюз       | Оуэн Пидман                  |
| Дэвид Кит          | Эрл Пидман дядя Оуэна        |
| Пэрис Хилтон       | Лиза Манчини светская львица |
| Брайан Хэллисей    | Хэйден Филд парень Лизы      |
| Джон Абрахамс      | Джимми Деснаппио             |
| Фил Моррис         | Пип Винго ведущий новостей   |
| Николь Том         | Пенни Дью ведущая новостей   |
| Рэймонд О’Коннор   | Фрэнк Пидман                 |
| Десмонд Харрингтон | Расти                        |
| Кевин Смит         | Расти                        |
| Ник Нак            | Ник                          |
| Линдсей Гарет      | Дороти                       |
| Тим Томерсон       | Эй Джи Манчини               |
| Доминик Дэниел     | Бутс                         |
| Бенджамин Андерсон | Эрик                         |
| Аманда Тепе        | Аврора                       |
| Адам Бич           | Иисус                        |
| Мэттью Дэвис       | Джонни Коктейл               |
| Джонни Месснер     | водитель лимузина            |